# Иванов, Валентин Борисович
Валенти́н Бори́сович Ивано́в (28 апреля 1941, Балашов, Саратовская область — 27 января 2016, Москва) — политический деятель России. С 1998 по 2002 — Первый заместитель Министра Российской Федерации по атомной энергии (Минатом — Первый заместитель Е. О. Адамова). С 2003 по 2007 депутат Государственной Думы Федерального Собрания РФ IV созыва от Мелекесского одномандатного избирательного округа №180.

## Биография
Родился 28 апреля 1941 года в Балашове Саратовской области. Окончил факультет автоматики и телемеханики Куйбышевского политехнического института им. В. В. Куйбышева по специальности «Автоматика и телемеханика» (1963).
С 1963 года работал в НИИ атомных реакторов в Димитровграде-10 (НИИАР) на должностях инженера, начальника лаборатории, отдела, заместителя директора, директора НИИ. С 1998 года по 2002 год — первый заместитель министра РФ по атомной энергии. С сентября 2003 года — глава энергетического консультативного совета при администрации Ульяновской области.
Свою трудовую деятельность в атомной отрасли начал в 1963 г., став инженером по ядерной электронике НИИ атомных реакторов в Димитровграде-10 (НИИАР). Затем работал в НИИАРе старшим научным сотрудником, начальником лаборатории Э-2 (отдел вычислительной математики и электроники), начальником отдела вычислительной техники и электроники, заместителем директора института по научной работе, первым заместителем директора института по научной работе. С 1989 по 1998 г. возглавлял ГНЦ НИИАР в должности директора.
В 1998 г. приглашен работать в Министерство атомной энергии на должность первого заместителя Министра РФ по атомной энергии. До избрания депутатом Государственной Думы Федерального Собрания РФ в 2003 году, — главный научный сотрудник лаборатории радиогеологии и радиоэкологии РАН Института геологии рудных месторождений, петрографии, минералогии и геохимии.
В 2003 г. избран депутатом Государственной Думы Федерального Собрания Российской Федерации от Мелекесского одномандатного избирательного округа №180, вошёл в состав Комитета Государственной Думы по энергетике, транспорту и связи. С 2008 по 2011 г. — председатель научно-технического совета ЗАО «Энергомонтаж Интрнэшнл», научный руководитель работ по топливным циклам ЯЭУ ОАО «НИКИЭТ им. Н. А. Доллежаля» (2011), руководитель проекта Проектного офиса «Технический комитет «Прорыв» в ЗАО «Наука и инновации» (2011—2012).
В феврале 2012 г. начал работать в ОАО «ВНИИНМ» и почти год занимал пост первого заместителя генерального директора по разработке топлива для ядерной энергетики конструкционных и функциональных материалов. 14 января 2013 года на основании решения заседания Совета директоров ОАО «Высокотехнологический научно-исследовательский институт неорганических материалов имени академика А. А. Бочвара» (г. Москва, входит в структуру управления Топливной компании Росатома «ТВЭЛ») вступил в должность генерального директора ОАО «ВНИИНМ».
Похоронен на Троекуровском кладбище.

## Награды и признание
- Медаль «За трудовое отличие» (1976)
- Орден Трудового Красного Знамени (1986)
- Заслуженный деятель науки РФ (1996)
- Ветеран атомной энергетики и промышленности (1998)
- Орден Почёта (2001)
- Почетный гражданин города Димитровград (30 апреля 2001)
- Благодарность Председателя Государственной Думы ФС РФ (2006)